# Place Delcour
La place Delcour est une place du quartier d'Outremeuse à Liège. Elle honore le nom d'un sculpteur liégeois du XVIIe siècle, Jean Del Cour. Cette place a été créée au XIXe siècle dans le cadre de l'assainissement du quartier.

## Riverains
Au no 17, l'ancien Institut de Physiologie des Instituts Trasenster de l'Université de Liège.

## Folklore
Lors des festivités du 15 août, de nombreux bars à peket sont dressés et un concert y est organisé.

## Voiries adjacentes
- Rue Jean d'Outremeuse,
- rue Louis Jamme,
- rue Strailhe,
- rue Méan,
- rue de Pitteurs,
- rue Surlet